# El Palmital
El Palmital är en ort i Mexiko.   Den ligger i kommunen García och delstaten Nuevo León, i den centrala delen av landet, 700 km norr om huvudstaden Mexico City. El Palmital ligger 748 meter över havet och antalet invånare är 219.
Terrängen runt El Palmital är varierad. Runt El Palmital är det tätbefolkat, med 266 invånare per kvadratkilometer. Närmaste större samhälle är García, 2,2 km söder om El Palmital. Omgivningarna runt El Palmital är i huvudsak ett öppet busklandskap.